# Józef Lejtes
Józef Lejtes, né le 22 novembre 1901 à Varsovie, et mort le 27 mai 1983 à Santa Monica, est un réalisateur polonais.

## Biographie
Józef Lejtes a d'abord étudié la philosophie puis la chimie à l'université Jagellonne de Cracovie. Pendant la guerre soviéto-polonaise, il a participé comme volontaire à la bataille de Varsovie en 1920. Il a commencé s’intéresser au cinéma assez tôt et il est parti à Vienne où il a entamé sa carrière comme assistant du réalisateur Mihál Kertész (mieux connu comme Michael Curtiz) puis de Robert Wiene. 
Pendant la Seconde Guerre mondiale, Lejtes a servi dans la Brigade indépendante de chasseurs des Carpates et, en tant que cinéaste de l'armée polonaise, il réalise le documentaire de guerre De Latrum à Gazala (1943), qui n'a pas survécu jusqu'à ce jour. Après la guerre, Lejtes s'est d'abord installé en Israël, puis en Grande-Bretagne, où il a travaillé sur des productions mineures. Dans les années 1950, il a émigré aux États-Unis et continué son travail de réalisateur principalement pour la télévision, notamment sur la série Bonanza.

## Filmographie

### Polonaise
- 1928 : Huragan (La Tempête)

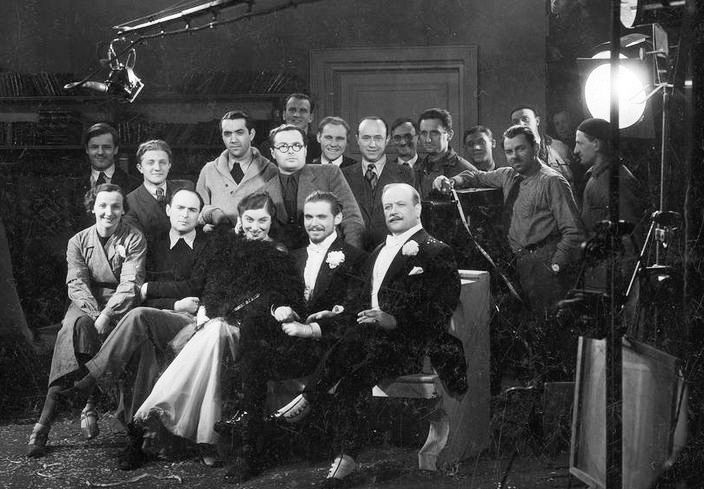
Tournage du film Rose (1936), le réalisateur est assis, deuxième à gauche

- 1929 : Z dnia na dzień (Au jour le jour) d'après le roman de Ferdynand Goetel
- 1932 : Dzikie pola (Les Champs sauvages)
- 1933 : Le Défenseur de la cité (Pod Twoją obronę)
- 1934 : Vibrante Jeunesse (Młody las) d'après la pièce de Adolf Hertz
- 1934 : Córka generała Pankratowa (Fille du général Pankratov)
- 1935 : Dzień wielkiej przygody (Le Jour de la Grande aventure) - film retrouvé en 2017
- 1936 : Róża d'après le roman de Stefan Żeromski
- 1937 : Ogniem i mieczem (Par le feu et par l'épée) – film inachevé
- 1937 : Dziewczęta z Nowolipek (Filles du quartier de Nowolipki) d'après le roman de Pola Gojawiczyńska
- 1938 : Kościuszko pod Racławicami (Kościuszko à Racławice)
- 1938 : Granica (La Frontière) d'après le roman de Zofia Nałkowska
- 1938 : Sygnały (Signes)
- 1939 : Barbara Radziwiłł (Barbara Radziwiłłówna)
- 1939 : Inżynier Szeruda (Ingénieur Szeruda) - film inachevé d'après le roman de Gustaw Morcinek
- 1939 : Hania – film inachevé

### Américaine
- 1947 : Dim'at Ha'Nehamah Ha'Gedolah (La Grande promesse)
- 1947 : My Father's House (La Maison de mon père)
- 1949 : Ein Breira (Pas d'alternative)
- 1952 : The Faithful City (La Ville fidèle)
- 1968 : The Counterfeit Killer (Piège à San Francisco)

## Récompenses
- Mention honorable pour Barbara Radziwiłł à la Mostra de Venise de 1937.
- Nommé au Lion d'or de la Mostra de Venise:
  - en 1952 pour The Faithful City (La Ville fidèle)
  - en 1950 pour My Father's House (La Maison de mon père)
  - en 1949 pour Ein Breira (Pas d'alternative)